# Vivir para contarlo
Vivir para contarlo es el segundo álbum de estudio del grupo español de rap Violadores del Verso, lanzado el 2 de noviembre de 2006 bajo el sello Rap Solo / Boa Music. Considerado uno de los trabajos más influyentes del hip hop en español, consolidó al grupo como referente absoluto del género en España y América Latina. Con una cuidada producción musical a cargo de R de Rumba y letras profundas y técnicas de Kase.O, Lírico y Sho-Hai, el álbum fue ampliamente elogiado por crítica y público, y se convirtió en un hito dentro del panorama del rap ibérico.

## Precedentes
Tras el lanzamiento de Vicios y virtudes en 2001, Violadores del Verso consolidaron su posición en la escena del hip hop español. Durante los años siguientes, los miembros del grupo se involucraron en proyectos paralelos y colaboraciones, mientras su base de seguidores crecía. La expectación por un nuevo álbum era alta, y en mayo de 2006 lanzaron el maxisencillo Vivir para contarlo / Haciendo lo nuestro, que se mantuvo durante 25 semanas en los primeros puestos de las listas de ventas en España, llegando a disco de oro.

## Promoción y lanzamiento
El álbum fue lanzado el 2 de noviembre de 2006 bajo los sellos Rap Solo y Boa Música. Ha sido grabado y mezclado en los estudios Rap Solo por R de Rumba y masterizado en Nueva York en los estudios Master Disk por el ingeniero de sonido Tony Dawsey. 
Previamente, el grupo permitió la escucha completa del disco en la página de MTV España, lo que generó una gran expectación y provocó que el álbum comenzara a circular en redes P2P una semana antes de su lanzamiento oficial. La presentación oficial tuvo lugar el 11 de noviembre en Zaragoza, en la Feria de Muestras, dentro del Festival M2, compartiendo cartel con Kraftwerk.

## Recepción crítica
Vivir para contarlo fue ampliamente elogiado por su calidad lírica y producción musical. Temas como "Filosofía y letras", "Pura droga sin cortar" y "Cantando" fueron destacados por su profundidad y técnica. La crítica especializada lo considera uno de los mejores álbumes de rap en la historia del hip hop en español. Rafa Angulo de MondoSonoro calificó el disco sobre un nueve de diez, comentando que es uno de los discos más innovadores del rap español

## Lista de canciones
1. Filosofía y letras
2. Asómate
3. Pura droga sin cortar
4. Información planta calle
5. A las cosas por su nombre
6. Nada más
7. Resistencia arrogante
8. Ocho líneas
9. Cantando
10. Alegría
11. Vivir para contarlo
12. No somos ciegos (con Suizo)
13. Zombis
14. Dale tiempo al rumor

## Posicionamiento en listas
El álbum debutó en el número uno en ventas en España y vendió más de 60.000 copias en tan solo seis días, logrando el Disco de Oro. En plataformas digitales, alcanzó el puesto número 1 en iTunes España el 26 de febrero de 2023 y el número 14 en Apple Music el 1 de noviembre de 2020.

## Certificaciones
| País   | Organismo certificador | Certificación | Ref.   |
| ------ | ---------------------- | ------------- | ------ |
| España | PROMUSICAE             | 1× Oro        | [ 12 ] |

## Premios y nominaciones
- Premio de la Música al Mejor Álbum de Hip Hop en 2007.
- MTV Europe Music Award al Mejor Artista Español en 2007.[13]
- Premio de la Música Aragonesa y reconocimiento como Hijos Predilectos de Zaragoza en 2009.[14]